# Minoru Arakawa
Minoru Arakawa (荒川 實, Arakawa Minoru, 3 de setembro de 1946) foi o fundador e primeiro presidente da Nintendo da América (NOA) de 1980 a 2002.
Nintendo da América foi fundada na Cidade de Nova York em 1980, e após uma experiência desastrosa com o jogo de arcade Radar Scope, ele se recuperou ao converter o mal-recebido Radar Scope para o fenomenal sucesso Donkey Kong, que teve diversas sequências.
Começando em 1985, ele e Howard Lincoln foram essenciais na reconstrução da indústria de jogos eletrônicos (após o crash de 1983) com o Nintendo Entertainment System. Arakawa também contratou Howard Philips, que seria indispensável para a criação da revista Nintendo Power.
Em 2002, após 22 anos à frente da NOA, Arakawa se aposentou. Tatsumi Kimishima o substituiu.